# 李悝变法
李悝變法，戰國初年魏国文侯當政時，于公元前422年，任命李悝（前455年－前395年）为相，实行变法。

## 主要內容
1. 選賢任能，賞罰分明；廢除貴族世襲制，按能力選拔官吏。
2. 推行“盡地力之教”，所謂「治田勤謹則畝益三斗，不勤則損亦如之」。
3. 实行“平籴法”。豐年時政府以平价购入粮食，灾年再以平价出售。
4. 作《法经》六篇，包括盜、賊、囚、捕、雜、具。魏國一直沿用《法经》，後由商鞅帶往秦國，制定秦律。

百姓打官司, 以射箭為準則, 射得準就贏官司, 從而令百姓人人練習射箭, 在戰爭時所向披靡。